# Blanco (álbum de Ricardo Arjona)
Blanco es el nombre del decimosexto álbum de estudio del cantautor guatemalteco Ricardo Arjona. Fue lanzado al mercado el 31 de julio de 2020.
El álbum se caracteriza por el estilo clásico de sus letras, con una fusión de ritmos entre el pop, la balada romántica, el tango, el jazz, el blues y el rock. Además, los videoclips de cada canción fueron grabados bajo formato blanco y negro en los Abbey Road Studios en Londres, Inglaterra. Asimismo, el álbum se estrenó junto a la segunda versión de su sencillo «El amor que me tenía» el cual cuenta con la participación del cantante español Pablo Alborán.
Se desprenden del mismo algunos sencillos como: «Hongos», «Batichica» y «Morir por vivir» entre otros. La canción «Ella baila sola» está dedicada a Veronica Luque, una joven fanática argentina de Ricardo Arjona que falleció a causa de cáncer en 2019.

## Lista de canciones
| N.º | Título                                     | Duración |  |
| 1.  | «Morir por vivir»                          | 3:35     |  |
| 2.  | «El amor que me tenía»                     | 3:28     |  |
| 3.  | «Blues de la notoriedad»                   | 4:02     |  |
| 4.  | «El invisible»                             | 3:57     |  |
| 5.  | «Tarot»                                    | 4:23     |  |
| 6.  | «Hongos»                                   | 4:22     |  |
| 7.  | «Sobrevivirás»                             | 3:56     |  |
| 8.  | «Tu retrato»                               | 3:44     |  |
| 9.  | «Ella baila sola»                          | 3:37     |  |
| 10. | «Invierno de cristal»                      | 4:06     |  |
| 11. | «No es el momento»                         | 3:52     |  |
| 12. | «Hacer patria»                             | 3:37     |  |
| 13. | «Mamás de Moisés»                          | 5:01     |  |
| 14. | «Batichica»                                | 6:37     |  |
| 15. | «El amor que me tenía» (con Pablo Alborán) | 3:35     |  |